# Pablo Rubio Medrano
Pablo Rubio Medrano (Logroño, 3 de julio de 1958) es un abogado y político español que ha servido en diversas ocasiones como consejero del Gobierno de La Rioja.

## Trayectoria política
Ha desarrollado toda su trayectoria política en la región española de La Rioja, donde contribuyó a crear las estructuras del PSOE regional luego de la Transición Española y de la conversión de la antigua provincia de Logroño en comunidad autónoma. En 1983, con 25 años, forma parte del primer Gobierno regional tras la aprobación del Estatuto de autonomía; ejerce como consejero de Trabajo y Bienestar Social hasta 1987, bajo la presidencia de José María de Miguel Gil. Entre 1990 y 1995, durante la presidencia de José Ignacio Pérez Sáenz, funge como consejero de Salud, Consumo y Bienestar Social. Entre 1987 y 2015 fue diputado autonómico. Entre 2020 y 2023, bajo la presidencia de Concha Andreu, fue consejero de Servicios Sociales y Gobernanza Pública.